# Joan Triadú i Font
Joan Triadú i Font (Ribes de Freser, 30 juli 1921 – Barcelona, 30 september 2010) was een Catalaanse schrijver, literair criticus en leraar afkomstig uit Ribes de Freser. Hij was een cultureel activist die vanuit de weerstand tegen de franquistische dictatuur onder meer vanuit de ondergrond zeer actief was in het verboden onderwijs van de Catalaanse taal.

## Leven
Hij komt uit een arbeidersgezin. Hij volgde lager en middelbaar onderwijs en werd in 1938 onderwijzer na een spoedcursus opgezet door de Generalitat de Catalunya om het tekort aan te vullen, wegens het vertrek van vele leerkrachten naar het front tegen het rebellenleger van Francisco Franco. Hij kreeg zijn diploma persoonlijk uit de hand van de befaamde grammaticus Pompeu Fabra i Poch. Na de Spaanse Burgeroorlog moest hij zijn examens opnieuw afleggen, omdat het nieuwe regime zijn diploma niet erkende. In 1939 kon hij dan toch zijn studies aan de Universiteit van Barcelona beginnen. Kort nadat hij in 1942 afgestudeerd was, werd bij hem een latente vorm van tuberculose vastgesteld. Na een operatie volgde een lange convalescentieperiode in Cantonigròs (Santa Maria de Corcó) die hij gebruikte om veel te lezen. In 1945 keerde hij naar Barcelona terug als onderwijzer. Van 1948 tot 1950 was hij docent Catalaans aan de Universiteit van Liverpool.
In 1946 stichtte hij samen met Josep Palau i Fabre, Josep Romeu i Figueras, Miquel Tarradell en Frederic-Pau Verrié i Faget het clandestiene tijdschrift Revista Ariel waarin hij zijn talent als literatuurcriticus ontplooide. In 1951 werd dit tijdschrift door de censuur opgedoekt. Hij publiceerde in 1953 de bloemlezing van de Catalaanse poëzie, waarvan ook een Engelse versie verscheen. Zijn keuze en kritische aanmerkingen werden niet altijd gewaardeerd, vooral niet door zij die niet opgenomen werden. De conservatieve Carles Fages de Climent loosde zijn gram in een bijtend spotdicht, dat wegens de vele woordspelingen moeilijk te vertalen is. Hij bleef schrijven in tijdschriften zoals Forja, Pont Blau, Vida Nova, Serra d'Or en na de Spaanse democratische overgang in de krant Avui en ook in ontelbare verenigings- en lokale bladen. Dan werd hij ook voorzitter van de Societat Catalana de Pedagogia  (Catalaanse vereniging voor onderwijs), een onderafdeling van het Institut d'Estudis Catalans. Vanaf 1993 was hij ook actief in het Plataforma per la Llengua.
Nog tijdens zijn convalescentie begon hij in Cantonigròs met het inrichten van een parochiale dichtwedstrijd in samenwerking met het bisdom Vic en de lokale vicaris. Veel latere grote Catalaanse dichters zijn via deze wedstrijd gepasseerd. Die wedstrijd werd in 1969 toen het franquistische regime enige voorzichtige tegemoetkomingen aan de Catalanen deed, omgevormd tot de Culturele Volksfeesten Pompeu Fabra. De rest van zijn tijd stak hij in het organiseren van clandestiene cursussen Catalaans. In 1962 werd hij lid van Òmnium Cultural en hield zich bezig met de Romanprijs Sint-Joris en de Ereprijs der Catalaanse Letteren. Hij werd ook medeorganisator van de Jocs Florals, een soort landjuweel van de Catalanen in diaspora. Voor zijn medewerking aan de Jocs Florals van 1972 in Genève kreeg hij een forse boete van de Spaanse militaire regering.
Voor zijn inzet voor de Catalaanse taal en in het verzet tegen de dictatuur kreeg hij in 1982 het ereteken Creu de Sant Jordi.

## Legaat
In Vic wordt de stadsbibliotheek aan hem gewijd.
Zijn archief, meer dan tien meter documenten die de periode van 1945 tot 2007 bestrijken, heeft hij aan het Catalaans Nationaal Archief geschonken en is toegankelijk voor wetenschappelijk onderzoek.
In januari 2013 werd de reizende tentoonstelling over zijn leven en werk ingewijd in het Palau Robert in Barcelona.

## Belangrijkste werken
Poësie
- 1948: Endimió. Barcelona: Ariadna

Prosa
- 1957: El Collsacabra. Itinerari espiritual. Barcelona: Els Cinquanta-cinc

Bloemlezingen en essays
| - 1951: Antologia de la poesia catalana 1900-1950 - 1951; Antologia de contistes catalans - 1953: Panorama de la poesia catalana. Barcelona: Barcino - 1953: Antolology of Catalan Lyric Poetry - 1954: La poesia segons Carles Riba. Barcelona: Barcino - 1954: Narcís Oller. Resum biogràfic. Barcelona: Barcino - 1961: La literatura catalana i el poble. Barcelona: Selecta - 1963: Llegir com viure. Barcelona: Fontanella - 1967: Prudenci Bertrana per ell mateix. Barcelona: Ed. 62 | - 1969: Lectures escollides. Barcelona: Barcino - 1978: Una cultura sense llibertat. Barcelona: Proa - 1982: La novel·la catalana de postguerra. Barcelona: Ed. 62 - 1985: La poesia catalana de postguerra. Barcelona: Ed. 62 - 1993: Per comprendre Carles Riba. Manresa: Parcir - 1999: La ciutat dels llibres. Barcelona: Proa - 2001: Dies de memòria 1938-1940. Barcelona: Proa - 2003: 100 poesies catalanes que cal conèixer. De Verdaguer a M. Mercè Marçal. Barcelona: Pòrtic |

Vertalingen
- 1957/1959: Olímpiques, van Pindarus. Barcelona: Fundació Bernat Metge. 2 delen
- 1970: 40 sonets, van William Shakespeare. Barcelona: Proa

Memoires
- 2002: Dies de memòria 1938-1940: diari d'un mestre adolescent. Barcelona: Proa
- 2008: Memòries d'un segle d'or. Barcelona: Proa

In het Fries
- 1963: “Joan Triadú: De situaesje fan de Katalaenske literatuer” In: De Tsjerne. Jaargang 18 (1963)

- Biblioteca Nacional de España: XX1109562
- Bibliothèque nationale de France: cb124882488 (data)
- Catàleg d'autoritats de noms i títols de Catalunya: 981058521611706706
- CiNii: DA18380579
- Digitale Bibliotheek voor de Nederlandse Letteren: tria002
- Gemeinsame Normdatei: 119211920
- International Standard Name Identifier: 0000 0003 8553 0758
- Library of Congress Control Number: n82106145
- Nationale Bibliotheek van Israël: 987007325967105171
- Nederlandse Thesaurus van Auteursnamen: 129396613
- Système universitaire de documentation: 034090959
- Virtual International Authority File: 214982183
- WorldCat: E39PBJxMprrXGT3qXJgRRYgxjC